# Al-Mutīʿ

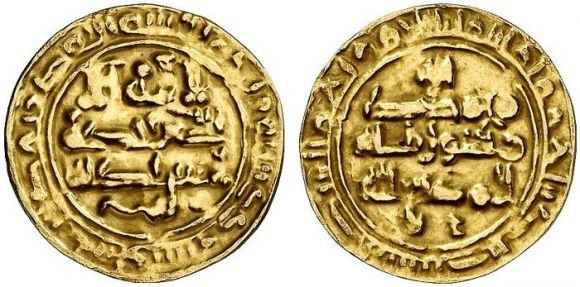
Unter den Yuʿfiriden im jemenitischen Surdud geschlagener Dinar mit Nennung des Kalifen al-Mutīʿ

Abū l-Qāsim al-Fadl al-Mutīʿ li-llāh (arabisch أبو القاسم الفضل المطيع لله, DMG Abū l-Qāsim al-Faḍl al-Muṭīʿ li-llāh ‚der Gott Gehorchende‘; * vor 946; † Herbst 974 in Dair al-ʿĀqūl) war 946–974 der dreiundzwanzigste Kalif aus der Dynastie der Abbasiden. Er besaß so gut wie keine politische Macht.

## Leben
Al-Mutīʿ, der Sohn einer slawischen Konkubine, war ein Bruder der Kalifen ar-Radi und al-Muttaqi. Nach der Absetzung seines Feindes al-Mustakfī (reg. 944–946) inthronisierten die Buyiden mit ihm wieder einen Sohn al-Muqtadirs in Bagdad. Die schiitischen Buyiden übten seit 945 eine „Schutzherrschaft“ über die weitgehend entmachteten Abbasiden aus. Besonders als die buyidische Herrschaft unter Adud ad-Daula (reg. 949–983) ihren Höhepunkt erreichte, drohte sogar die Abschaffung des sunnitischen Abbasiden-Kalifats und die Gründung eines schiitischen. Für die relative Bedeutungslosigkeit der Kalifen zur damaligen Zeit spricht, dass während der hundertjährigen Herrschaft der Buyiden in Bagdad nur vier Kalifen regiert haben. Deren Vorgänger hatten sich jeweils nur wenige Jahre auf dem Thron behaupten können.
Unter al-Mutīʿ, welcher von den Samaniden zunächst nicht anerkannt worden war, ging Ägypten an die Fatimiden-Kalifen verloren.
Auch al-Mutīʿ wurde, schwer erkrankt (Schlaganfall), abgesetzt (Sommer 974); zu seinem Nachfolger bestimmten die Buyiden seinen Sohn at-Tā'iʿ (reg. 974–991).
Al-Mutīʿ ist der letzte Abbasidenkalif, den al-Masʿūdī in seiner Universalgeschichte Kitāb at-Tanbīh wa-l-išrāf behandelt.